# Lena Apler
Lena Gunilla Apler, född 4 juli 1951 i Ljushults församling i Älvsborgs län, är en svensk entreprenör och företagsgrundare. Hon har grundat och har varit styrelseordförande för Norion Bank, tidigare Collector.
Apler började sin karriär som semestervikarie på SEB 1974 där hon senare blev erbjuden en traineeplats. Hon avancerade snabbt i företagshierarkin och stannade på banken i 12 år. Hennes befattningar på SEB innefattade bland annat privatmarknadschef och bankdirektör. Hon var under perioder stationerad i Luxemburg och Singapore.
1987 började hon arbeta på Den Norske Creditbank som ansvarig för företagskunder. 1992 gick hon till Securum, bland annat för att hantera Nordbankens nödlidande krediter. När uppdraget var slutfört startade hon och Securumkollegan Johan Möller Collector 1999, numer Norion Bank.
Apler lämnade vd-posten på Collector 2014 då Stefan Alexandersson tog över. I samband med detta blev Apler styrelseordförande i koncernen. Alexandersson lämnade bolaget 2017. Apler gick in som tillförordnad vd fram till att Liza Nyberg tog över vd-posten.
Apler blev 2015 och 2016 utsedd till näringslivets mäktigaste kvinnliga entreprenör av Veckans Affärer. 2015 blev hon utsedd till den femte viktigaste affärskvinnan i norra Europa av Nordic Business Forum. 2018 utsågs hon till den näst mäktigaste kvinnliga investeraren av Veckans Affärer. 
Hon har också blivit utnämnd till Region Västs främsta entreprenör av Ernst & Young 2009 och till Årets vd för mellanstora bolag av ledarskapssajten Motivation 2013.
2017 utsågs Lena Apler till innehavare av Assar Gabrielssons gästprofessur i tillämpad företagsledning vid Handelshögskolan vid Göteborgs universitet. Gästprofessuren gäller över 2018.
Apler är medgrundare till Nätverket 17 som jobbar för att få fler kvinnor att bygga storbolag. 
Apler medverkade under säsongerna 4–6, 2021–2023 i SVT:s Draknästet.

## Styrelseuppdrag, tidigare och nuvarande
- Norion Bank, styrelseordförande
- Collector AB, styrelseordförande
- Collector Ventures, ordförande
- Skistar Aktiebolag, ledamot[13]
- Västsvenska handelskammaren Service AB, ledamot [14]
- Connect Väst, styrelseordförande[15]
- Swedish Fintech Association, styrelseordförande